# Leptodactylinae
De Leptodactylinae vormen een onderfamilie van kikkers die behoort tot de fluitkikkers (Leptodactylidae). Er zijn 96 soorten die worden verdeeld in vier geslachten. De groep werd voor het eerst wetenschappelijk beschreven door Franz Werner in 1896.
Alle soorten komen voor in delen van zuidelijk Noord-Amerika tot delen van Zuid-Amerika.

## Taxonomie
Onderfamilie Leptodactylinae
- Geslacht Adenomera
- Geslacht Hydrolaetare
- Geslacht Leptodactylus
- Geslacht Lithodytes

Onderfamilie Leiuperinae

Edalorhina · Engystomops · Physalaemus · Pleurodema ·  Pseudopaludicola

Onderfamilie Leptodactylinae

Adenomera · Hydrolaetare · Leptodactylus · Lithodytes

Onderfamilie Paratelmatobiinae

Crossodactylodes · Paratelmatobius · Rupirana · Scythrophrys